# Formica propatula
Formica propatula é uma espécie de formiga do gênero Formica, pertencente à subfamília Formicinae.